# Bathyraja griseocauda
Bathyraja griseocauda is een vissoort uit de familie van de Arhynchobatidae. De wetenschappelijke naam van de soort is voor het eerst geldig gepubliceerd in 1937 door Norman.